# Joseph Elmer Ritter
Joseph Elmer Ritter (New Albany, 20 luglio 1892 – Saint Louis, 10 giugno 1967) è stato un cardinale e arcivescovo cattolico statunitense.

## Biografia
Papa Giovanni XXIII lo elevò al rango di cardinale nel concistoro del 16 gennaio 1961.

## Genealogia episcopale e successione apostolica
La genealogia episcopale è:
- Cardinale Scipione Rebiba
- Cardinale Giulio Antonio Santori
- Cardinale Girolamo Bernerio, O.P.
- Arcivescovo Galeazzo Sanvitale
- Cardinale Ludovico Ludovisi
- Cardinale Luigi Caetani
- Cardinale Ulderico Carpegna
- Cardinale Paluzzo Paluzzi Altieri degli Albertoni
- Papa Benedetto XIII
- Papa Benedetto XIV
- Cardinale Enrico Enriquez
- Arcivescovo Manuel Quintano Bonifaz
- Cardinale Buenaventura Córdoba Espinosa de la Cerda
- Cardinale Giuseppe Maria Doria Pamphilj
- Papa Pio VIII
- Papa Pio IX
- Cardinale Raffaele Monaco La Valletta
- Cardinale Diomede Angelo Raffaele Gennaro Falconio
- Vescovo Joseph Chartrand
- Cardinale Joseph Elmer Ritter

La successione apostolica è:
- Vescovo Mark Kenny Carroll (1947)
- Cardinale John Patrick Cody (1947)
- Vescovo Leo John Steck (1948)
- Vescovo David Francis Hickey, S.I. (1948)
- Vescovo Charles Herman Helmsing (1949)
- Arcivescovo Leo Christopher Byrne (1954)
- Vescovo Glennon Patrick Flavin (1957)
- Vescovo George Joseph Gottwald (1961)